# Merkentrouw
Merkentrouw is het verschijnsel, dat een consument, al dan niet door inspanningen van de producent, in zulke mate een voorkeur voor een merk ontwikkelt, dat hij trouw is aan dit merk en derhalve geen andere merken koopt of gebruikt.
Merkentrouw is het gevolg van een sterke voorkeur voor een merk, een voorkeur die ontstaan is door dat toegevoegde waarde wordt ontleend aan het specifieke merk, dit kunnen objectieve en/of subjectieve waarden zijn. Men kan tevreden zijn over het gebruik (de functionaliteit) van een product, of het product voorziet in een dieperliggende behoefte en speelt in op het sentiment.
Producenten 'sturen' op merkentrouw en proberen aan hun merken naast bepaalde rationele eigenschappen, ook emotionele eigenschappen toe te voegen, die inspelen op de emotie van de eindgebruiker.

## Verloren marktaandeel
Merken voeren vaak rebranding door als reactie op het verliezen van marktaandeel. In deze gevallen worden merken minder relevant voor de doelgroep en zijn dus inferieur aan die van concurrenten. Stopzetting van een merk of product betekent het opzettelijk uitfaseren van dat product en dat het niet langer beschikbaar zal zijn voor aankoop. Het is een bewuste keuze van een onderneming, vaak omdat het merk of product niet langer voldoende inkomsten of andere reputatiewaarde oplevert om de kosten van het op de markt brengen ervan te rechtvaardigen. Er wordt vaak aangenomen dat na herhaalde maanden (of jaren) van regelmatige marketingactiviteiten de bekendheidsscore zal stijgen. Maar als deze acties echter niet erg effectief zijn, als er veranderingen in de activiteiten van concurrenten zijn opgetreden of als er nieuwe marktdeelnemers op de markt zijn gekomen, kan deze aanname onjuist zijn.
In sommige gevallen proberen bedrijven op elke veronderstelde waarde leunen, welke volgens hen hun merk nog steeds heeft. Zo heeft Radio Shack zichzelf in 2008 omgedoopt tot The Shack, maar de rebranding heeft tot een toename van het marktaandeel in de detailhandel niet geleid. In 2017 had Radio Shack zijn fysieke aanwezigheid in de detailhandel aanzienlijk verkleind door meer dan 1.000 winkels te sluiten en naar een business model met voornamelijk online detailhandel over te stappen.